# Platypalpus paulseni
Platypalpus paulseni är en tvåvingeart som beskrevs av Philippi 1865. Platypalpus paulseni ingår i släktet Platypalpus och familjen puckeldansflugor. Inga underarter finns listade i Catalogue of Life.